# Papstkreuz (Wien)
Das Papstkreuz ist ein 40 Meter hohes und 56 Tonnen schweres Stahlkreuz im Wiener Donaupark. Es wurde 1983 anlässlich einer von Papst Johannes Paul II. gehaltenen heiligen Messe errichtet. Er feierte diese zusammen mit rund 350.000 Gläubigen während seines Österreichbesuchs am Katholikentag (12. September) auf der (später so genannten) Papstwiese, einem rund 20 ha großen Areal im Donaupark.
Nachdem 2010 angedacht wurde, das Kreuz aufgrund von Sicherheitsmängeln abzureißen, gab es im Jänner 2011 eine Einigung zwischen der Stadt und der Erzdiözese Wien, das Papstkreuz ab 2011 zu sanieren. Die Sanierung begann im September 2011, wobei das Papstkreuz vollständig abgetragen wurde. Die Sanierungsarbeiten wurden im Dezember 2011 abgeschlossen. Der Verein Religion ist Privatsache kritisierte die Renovierung und versuchte die Wiedererrichtung des Kreuzes zu verhindern.
Das Papstkreuz wurde durch Kardinal Christoph Schönborn am 16. Juni 2012 neu geweiht.
Ein kleineres Papstkreuz, welches als Erinnerung an den Papstbesuch errichtet wurde, befindet sich am Heldenplatz.
Einmal im Monat wird eine vom Verein Papstkreuz im Donaupark organisierte heilige Messe beim Papstkreuz gefeiert.